# Dadaismus

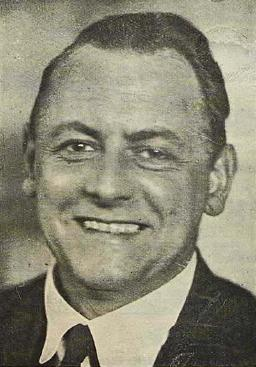
Kurt Schwitters, představitel dadaismu

Dadaismus, též dada, byl avantgardní umělecký směr vzniklý ve Švýcarsku. Mezi roky 1916–1923 byl velmi populární. Vznikl jako revolta skupiny umělců různých národností proti válečným hrůzám (část jeho představitelů se světové války osobně účastnila). Dadaismus byl prostředkem, jak vyjádřit zmatek a strach z války, zároveň však toto hnutí nehledalo žádná východiska (východiskem byl nesmysl), a tak dada sklouzla až k nihilismu. Pro jeho díla je charakteristická úmyslná nerozumnost a odmítnutí převažujících standardů umění, propagovali totální anarchii v životě i v kultuře, absolutní svobodu tvorby a umění zbavené sociální funkce.
Podle dadaistů nebyl dadaismus uměleckým směrem, ale jeho opakem. Jelikož se umění zabývá estetikou, dadaismus ji ignoruje. Dále se snažili, aby jejich díla neměla žádný význam – výklad jejich děl byl zcela závislý na divákovi. Tehdy běžné umění se snažilo působit na lidské city, dadaismus se snažil urážet.

## Název

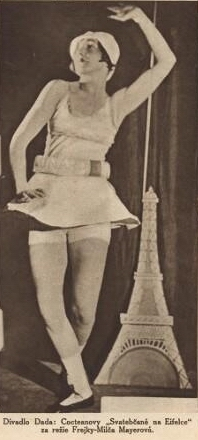
Divadlo Dada, 1927, Milča Majerová v Cocteauově hře "Svatebčané na Eifelce"

Původ slova Dada je nejasný, přičemž existuje několik teorií o vzniku tohoto slova:
1. Jak uvedl Tristan Tzara, jedná se o slovo bez jakéhokoli významu, které si dadaisté prostě vymysleli.[1]
2. Slovo pochází od rumunských umělců (T. Tzary a Marcela Janca), kteří často používali slova „da, da“, znamenající „ano, ano“.
3. Při vzniku hnutí dadaisté přemýšleli, jak toto hnutí pojmenovat, a tak náhodně zabodli nůž do francouzsko-německého slovníku – „Dada“ je ve francouzštině dětským slovem pro houpacího koně. Francouzština má také hovorový výraz „c'est mon dada“ znamenající „to je má záliba“.

## Historie
Za počátek dadaismu bývá považováno datum 5. února 1916, kdy se v Curychu v Kabaretu Voltaire sešla řada umělců a intelektuálů (velmi často emigrantů), kteří svými protiválečnými a pesimistickými postoji vytvořili toto hnutí. Velmi brzy se dadaismus dostal do USA a Německa, kde se rozvíjel nezávislým způsobem.
V roce 1917 byla otevřena galerie Dada a začal vycházet dadaistický časopis. V roce 1920 se centrem dadaismu stala Paříž. Po roce 1924 začal dadaismus plynule přecházet do surrealismu, a tím se dadaismus stal jakýmsi zakladatelem moderního umění.

Kabaret Voltaire postupně upadal, až přestal fungovat úplně. V roce 2002 byl zabrán skupinou umělců, kteří prohlašovali, že jsou neo-dadaisté, po jejich soudním vystěhování zde bylo založeno muzeum dadaismu.
Bajonety armád uřezávaly si navzájem hlavy. Dadaista by řekl, že to byly snad nejrozumnější operace, které lze na člověku podniknouti. Lidé, kteří neměli to štěstí asistovati při těchto chirurgických zákrocích, bavili se jinak, keťasili, zpívali správné vlastenecké písně, sváděli opuštěné manželky, aby se nenudily, vynalézali způsoby přeměny nábytku v pokrmy, objevovali nové filosofické systémy národního aktivismu a energie, modlili se za vítězství „našich zbraní" a mnoho jich našlo zábavu v zdechnutí hlady. Nedivme se tedy, že se našlo několik lidí, kteří si vzpomněli, že by se mohlo začít dělat také nějaké umění. (...) Pojila je nenávist proti měšťákovi. (...) Na rozhraní dějin, za hroucení měšťáckého řádu byl čas likvidovati také umění, morálku, filosofii tohoto světa, neboť v těchto zásekách se buržoa cítil nejjistějším, to byly posvátné ohně, jichž byl strážcem. (...) Dada bylo počátkem onoho relativizačního procesu našeho myšlení, kladouc pode vše pochybnost. (...) Nechtělo napravoval, chtělo jen ničit. (...) Každý systém je svod, každý bůh dobrou příležitostí pro finančníky. Dadaista vše odvrhuje a pokládá za důležitější tvar svých bot a oděvů. Světový názor je mu míchaninou slov.
František Halas, Dadaismus, předneseno na Filozofické fakultě Masarykovy univerzity dne 10. 12. 1925 (výňatky)

## Výtvarné umění
Ve výtvarném umění prosazovali osvobození věcí z jejich obvyklých vztahů a následné položení věcí do nových, nečekaných a zcela nelogických vztahů. Jejich základními technikami byly tzv. objet trouvé – tzn. nalezený objekt a ready made. Obě tyto techniky znamenají rozebrání nějakého předmětu na části a jeho případného složení (nebo použití takto vzniklých částí) do něčeho jiného, čímž vznikne nová dosud neznámá věc. Je zajímavé, že tyto techniky, které byly považovány za šokující a velice nekomerční, daly podněty např. reklamě, filmu ale i typografii a fotografii.
- Hans (Jean) Arp
- Hugo Ball
- Johannes Theodor Baargeld
- Arthur Cravan
- Jean Crotti
- Salvador Dalí
- Otto Dix
- Marcel Duchamp
- Viking Eggeling
- Walter Serner
- Max Ernst
- Jefim Golyscheff
- George Grosz
- Raoul Hausmann
- John Heartfield
- Johannes Baader
- Emmy Hennings
- Hannah Höch
- Marcel Janco
- Vasilij Kandinskij
- Paul Klee
- Otto Morach
- Francis Picabia
- Man Ray
- Georges Ribemont-Dessaignes
- Hans Richter
- Christian Schad
- Kurt Schwitters
- Sophie Taeuber-Arpová

### Světová literatura
Ve světové literatuře tento směr ovlivnil některé významné osobnosti, ale výrazné čistě dadaistické osobnosti se příliš neprosadily.
- Tristan Tzara
- Hugo Ball
- Hans Arp
- Richard Huelsenbeck
- Guillaume Apollinaire
- Jean Cocteau

### Česká literatura a divadlo
V české literatuře se tento směr neprosadil, ale ovlivnil skupinu kolem časopisu Devětsil, počátky poetismu a divadelní tvorbu Jiřího Voskovce a Jana Wericha.
- Lev Blatný – drama
- Čestmír Jeřábek – próza
- Jaroslav Hašek – próza, ve smyslu hraní si se slovy
- Walter Serner – český, ale německy píšící spisovatel, dadaista

Ve dvacátých letech 20. století hrálo v Praze Divadlo Dada.